# Corporación Catalana de Medios Audiovisuales
La Corporación Catalana de Medios Audiovisuales (oficialmente conocida en catalán: Corporació Catalana de Mitjans Audiovisuals y formalmente conocida como 3Cat) es un ente público de comunicaciones de carácter autonómico de Cataluña, dependiente de la Consejería de la Presidencia del Gobierno de Cataluña, encargado de producir y difundir productos audiovisuales velando por la normalización lingüística y cultural catalana. Fue creada en 1983 y hasta 2007 se llamó Corporación Catalana de Radio y Televisión (CCRTV). La CCMA es miembro de la Federación de Organismos de Radio y Televisión Autonómicos (FORTA). La CCMA está compuesta por la Televisión de Cataluña y Catalunya Ràdio, que operan la televisión y la radio, respectivamente.

## Actividades

### Televisión
En la Televisión de Cataluña, agrupa dos canales generalistas y otros tres temáticos para su distribución en la comunidad autónoma, todos ellos emiten en alta definición y pueden ser recibidos por la TDT en la región, así como en proveedores de televisión de cable y satélite.
| Logo                                    | Canal y género                                          | Inicio de transmisiones                 | Formato de imagen                       |
| Emisiones a través de la TDT e Internet | Emisiones a través de la TDT e Internet                 | Emisiones a través de la TDT e Internet | Emisiones a través de la TDT e Internet |
| --------------------------------------- | ------------------------------------------------------- | --------------------------------------- | --------------------------------------- |
|                                         | TV3 Canal generalista.                                  | 10 de septiembre de 1983                | HD                                      |
|                                         | El 33 Canal cultural. Comparte emisión con SX3.         | 10 de septiembre de 1989                | HD                                      |
|                                         | SX3 Canal infantil. Comparte emisión con El 33.         | 10 de octubre de 2022                   | HD                                      |
|                                         | Esport3 Canal deportivo.                                | 5 de febrero de 2011                    | HD                                      |
|                                         | 3/24 Canal informativo que hace emisiones las 24 horas. | 11 de septiembre de 2003                | HD                                      |
|                                         | TV3 UHD Canal generalista.                              | 08 de septiembre de 2025                | UHD-4K                                  |
|                                         | TV3 CAT Versión internacional de TV3.                   | 10 de septiembre de 1995                | HD y SD                                 |
| Emisiones a través de internet          |                                                         |                                         |                                         |
|                                         | Bon Dia TV Canal en línea.                              | 27 de octubre de 2018                   | HD                                      |

#### Canales Extintos
| Logo | Canal | Inicio de transmisiones  | Cese de transmisiones |
| ---- | --- | ------------------------ | --------------------- |
|      | Galeusca TV Emisión internacional para América de programas de TVG, TV3 y ETB.                                                                                                   | 31 de diciembre de 1996  | septiembre de 1998    |
|      | Telenoticias Canal de televisión por cable que emitía noticias de los canales de la FORTA, constituida, en aquel momento, por ETB, TV3, TVG, Telemadrid, Canal Sur TV y Canal 9. | 15 de septiembre de 1997 | 31 de julio de 1998   |

### Radio
En radio, Catalunya Ràdio cuenta con cuatro emisoras que abarcan el territorio catalán.
| Logo | Emisora                                   | Inicio de transmisiones  | Formato            |
| ---- | ----------------------------------------- | ------------------------ | ------------------ |
|      | Catalunya Ràdio Emisora generalista.      | 20 de junio de 1983      | TDT, Internet y FM |
|      | Catalunya Informació Emisora informativa. | 11 de septiembre de 1992 | TDT, Internet y FM |
|      | Catalunya Música Emisora de música.       | 10 de mayo de 1987       | TDT, Internet y FM |
|      | ICat Emisora de música.                   | 23 de abril de 2006      | TDT, Internet y FM |

#### Radio en el exterior
La emisora para el exterior de Catalunya Ràdio está disponible a través de la TDT balear y de diversos plataformas de pago en España y Europa. A nivel internacional a través de los diferentes sistemas de escuchar la radio a través de Internet.
| Logo | Emisora                              | Inicio de transmisiones | Formato            |
| ---- | ------------------------------------ | ----------------------- | ------------------ |
|      | Catalunya Ràdio Emisora generalista. | 20 de junio de 1983     | TDT, Internet y FM |

### Medios digitales
| Logo | Nombre                                | Inicio de transmisiones |
| ---- | ------------------------------------- | ----------------------- |
|      | 3Cat Plataforma digital de streaming. | 30 de noviembre de 2023 |

### Empresas participadas por la CCMA
- Agencia Catalana de Noticias (Participación mayoritaria).
- Vang 3 Publicaciones (Con La Vanguardia).

## Consejos

### Consejo de Gobierno
- El Consejo de Gobierno es el máximo órgano de gobierno y administración de la Corporación, formado por siete miembros elegidos por el Parlamento de Cataluña.

| Consejo de Gobierno de la CCMA (15/3/2022-presente) | Consejo de Gobierno de la CCMA (15/3/2022-presente)                               | Consejo de Gobierno de la CCMA (15/3/2022-presente) |
| Nombre y apellidos                                  | Cargo                                                                             | Propuesto por                                       |
| --------------------------------------------------- | --------------------------------------------------------------------------------- | --------------------------------------------------- |
| Rosa Romà i Monfà                                   | Presidenta                                                                        | ERC                                                 |
| Lluís Noguera i Jordana                             | Vocal y coordinador de la Comisión de Contrato programa, Recursos y Organización  | ERC                                                 |
| Àngels Ponsa Roca                                   | Vicepresidenta y coordinadora de la Comisión de Cultura y Lengua                  | JxCat                                               |
| Josep Riera i Font                                  | Vocal y coordinador de la Comisión de Buen gobierno, Marco normativo y Compliance | JxCat                                               |
| Lluís Garriga Paituví                               | Secretario y coordinador de la Comisión de Ecosistema Audiovisual                 | PSC                                                 |
| Gemma Ribas Maspoch                                 | Vocal y coordinador de la Comisión de Transformación Digital                      | PSC                                                 |
| Carme Figueras Siñol                                | Vocal y coordinadora de la Comisión de ODS, Género, Diversidad y Pluralismo       | PSC                                                 |

### Consejo Asesor de Contenidos y Programación
- Es el órgano asesor de la CCMA en materia de programación y de contenidos. Sus miembros son elegidos por el Parlamento de Cataluña.

| Nombre y apellidos        | Cargo |
| ------------------------- | ----- |
| Michela Albarello         | Vocal |
| Margarita Arboix i Arzo   | Vocal |
| Marc Argemí i Ballbé      | Vocal |
| Manuel Barrios Lucena     | Vocal |
| Enric Calpena i Ollé      | Vocal |
| Marta Continente Gonzalo  | Vocal |
| Anna Escura Aixàs         | Vocal |
| Jordi Grau i Ramió        | Vocal |
| Roger Martínez Sanmartí   | Vocal |
| Francisca Maya Heredia    | Vocal |
| Marta Narberhaus Martínez | Vocal |
| Laia Pellejà i Puxeu      | Vocal |
| Oriol Ribet Casademunt    | Vocal |
| Jordi Robirosa Dejean     | Vocal |
| Imma Tubella i Casadevall | Vocal |
| Ténzul Zamora Boricó      | Vocal |

## Organigrama
| Directivo                                                           | Cargo                                                                       |
| Dirección de CCMA                                                   | Dirección de CCMA                                                           |
| ------------------------------------------------------------------- | --------------------------------------------------------------------------- |
| Rosa Romà Monfà                                                     | Presidencia del Consejo de Gobierno                                         |
| Daniel Hernàndez Torrent                                            | Dirección de la Oficina de Estrategia Corporativa y del Consejo de Gobierno |
| Maria Núria Fargas Rial                                             | Dirección de Marketing y Ventas                                             |
| Andreu Joan Martínez Hernández                                      | Dirección de Gestión Presupuestaria, Empresa Verde y Servicios Generales    |
| Natàlia Prats Buendia                                               | Dirección de Infraestructuras Digitales y Tecnológicas                      |
| Cristina Villà Font                                                 | Dirección de Innovación, Investigación y Estrategia Digital                 |
| Romà Vilanova Llombart                                              | Dirección de Organización, Procesos y Recursos Humanos                      |
| Jordi Borda Marsiñach                                               | Dirección de Radio                                                          |
| Sigfrid Gras Salicru                                                | Dirección de Televisión                                                     |
| Ignasi Jaén Viñuales                                                | Dirección de Servicios Jurídicos                                            |
| Laura Baladas Ortiz                                                 | Defensoría de la Audiencia                                                  |
| Lluís Bernabé Valera                                                | Dirección ejecutiva de Fundación La Marató de 3Cat                          |
| Daniel Bramon Batlle                                                | Unidad estratégica de Actualidad                                            |
| Vanesa Hernández Pérez                                              | Unidad estratégica de Infantiles                                            |
| Jordi Ferrerons Clot                                                | OTT                                                                         |
| Televisión                                                          |                                                                             |
| Clara Cabezas Monjonell                                             | Dirección adjunta de Televisión                                             |
| Montserrat Català Freixa                                            | Dirección de Documentación                                                  |
| Cristian Trepat Ribera                                              | Dirección del Área de Contenidos, Programación y Cultura                    |
| Albert Calatrava González                                           | Dirección del Área de Informativos                                          |
| Joan Daniel Barcon Martínez                                         | Dirección del Área de Deportes                                              |
| VACANTE                                                             | Dirección de Culturales y No Ficción                                        |
| Oriol Sala-Patau Sautes                                             | Dirección de Ficción y Cine                                                 |
| Laia Servera Zamora                                                 | Dirección de Infantiles                                                     |
| Cristina Bertran Galera                                             | Dirección de Ajena y Adquisiciones                                          |
| Maite Ramírez Quesada                                               | Dirección de Difusión Lineal y Continuidad                                  |
| Paulí Subirà Claramunt                                              | Dirección de Imagen                                                         |
| Mario Daza Bermejo                                                  | Dirección de Producción                                                     |
| Jordi Guilera Terrasa                                               | Jefatura de Producción, Coordinación y Gestión Interna                      |
| Blanca Cot Casanovas                                                | Jefatura de Producción de Actualidad y Operaciones                          |
| José Joaquim Blasco Gil                                             | Subjefatura de Operaciones de Informativos                                  |
| Gemma Ruiz Palà                                                     | Subjefatura de Contenidos Editoriales de Informativos                       |
| David Bassa Cabanas                                                 | Dirección de Documentales                                                   |
| Radio                                                               |                                                                             |
| Francesc Xavier Mujal Closa                                         | Dirección adjunta de Radio                                                  |
| Jaume Jordi Faro Basco                                              | Dirección del Área Creativa de Contenidos a demanda y Culturales            |
| Óscar Fernández Ferrer                                              | Dirección del Área de Informativos                                          |
| Francesc Xavier Campos Ramírez                                      | Dirección del Área de Deportes                                              |
| Laura Marín Arnau                                                   | Dirección del Área de Contenidos de Antena                                  |
| Carles Aledo Torrent                                                | Dirección de iCat                                                           |
| María Pilar Cugat Salvado                                           | Dirección de Catalunya Música                                               |
| Mireia Riba Armesto                                                 | Dirección de Podcast                                                        |
| Xavier Salvà Quesada                                                | Dirección de Promoción e Imagen Sonora                                      |
| Marta Prat Piñan                                                    | Subjefatura de Informativos                                                 |
| Joan Rusiñol Ruiz                                                   | Subjefatura de Informativos                                                 |
| Judith Sala Sanmartí                                                | Dirección de Continuidad                                                    |
| Montserrat Ollé Ortonobes                                           | Dirección de Producción                                                     |
| Área de Innovación, Investigación y Estrategia Digital              |                                                                             |
| Maties Sebastián Ramos Rey                                          | Dirección del Área de Innovación y Conocimiento                             |
| Adrià Serra Mayoral                                                 | Dirección del Área de Contenidos Digitales y Transmedia                     |
| Eugenia de Vilar Font                                               | Dirección del Área de Activos Digitales                                     |
| Jordi Català Gimeno                                                 | Dirección de Audiencias                                                     |
| –                                                                   | Dirección de Investigación e Innovación                                     |
| Regina Arenas Rovira                                                | Dirección del HUB Conocimiento de Ciudadanía                                |
| Judith de Argila Blanco                                             | Dirección de Generación de Comunidad                                        |
| Oriol Boira Ricart                                                  | Dirección de Artes Digitales y Videojuegos                                  |
| Andrés Palomino Robles                                              | Dirección de Transmedia                                                     |
| Meritxell Laborda Rouch                                             | Dirección de Estrategia y Diseño de Producto                                |
| Jordi Salvat Cobeta                                                 | Dirección de Editorialización y Fidelización                                |
| Carme Charles Hernando                                              | Dirección de CRM                                                            |
| Anna María López González                                           | Dirección de Producción                                                     |
| Área de Infraestructuras Digitales y Tecnológicas                   |                                                                             |
| –                                                                   | Dirección de Oficina Técnica                                                |
| Alberto Alejo Marcos                                                | Dirección de Ingeniería                                                     |
| Antoni Roig Figueras                                                | Dirección de Operaciones                                                    |
| Paco Sánchez Jiménez                                                | Dirección de Sistemas y Comunicaciones                                      |
| Jordi Mata Ferrate                                                  | Dirección de Investigación y Servicios Transversales                        |
| Lluis F. Grau Bruni                                                 | Dirección de Oficina de Proyectos                                           |
| Raúl Menéndez Córdoba                                               | Dirección de Desarrollo de Producción y Gestión de Contenidos               |
| Javier Suárez González                                              | Dirección de Desarrollo de Difusión y Publicación                           |
| –                                                                   | Dirección de Desarrollo de Gestión de Empresa                               |
| M. Àngels Valera Nolla                                              | Dirección de Explotación                                                    |
| Llorenç Gómez Blasco                                                | Dirección de Infraestructuras Tecnológicas                                  |
| Josep Ardanuy Bel                                                   | Dirección de Emisión Técnica SJD                                            |
| Jordi Sevillano Vives                                               | Dirección de Emisión Técnica y Operaciones de Diagonal                      |
| Antoni Ribas Sabaté                                                 | Dirección de Operaciones de Territorio                                      |
| Juan Manuel Ríos Parra                                              | Dirección de Arquitectura de Sistemas y Workplace                           |
| Albert Hugas Eixarch                                                | Dirección de Ciberseguridad                                                 |
| Xavier Corominas Noria                                              | Dirección de Explotación de Sistemas de Diagonal                            |
| Josep C. Bertomeu Sabate                                            | Dirección de Explotación Sistemas de Sant Joan Despí                        |
| Josep Oriol Sant Bosch                                              | Dirección de Sistemas y Procesos                                            |
| Antoni Comerma Pare                                                 | Dirección de Infraestructuras y Comunicaciones                              |
| –                                                                   | Dirección de Unidades Técnicas de Conocimiento                              |
| Área de Organización, Procesos y Recursos Humanos                   |                                                                             |
| Joan Albert Llarch Rubio                                            | Dirección de Oficina Técnica de Servicios y Dirección de Seguridad          |
| Gemma Dasca Ubach                                                   | Dirección del Área de Personas, Valores y Talento                           |
| Fermí Pérez Tierz                                                   | Dirección del Área de Organización y Planificación de Recursos              |
| Susana Paradela García                                              | Dirección de Promoción Profesional y Talento                                |
| M.ª Dolors Mata Gil                                                 | Dirección de Aprendizaje y Gestión del Conocimiento                         |
| Meritxell Girbau Ferrer                                             | Dirección de Gestión Profesional                                            |
| Manel Amaya Hernández                                               | Dirección de Relaciones Humanas y Sociales                                  |
| Josep Mª. Casellas Pi                                               | Dirección de Planificación                                                  |
| Joan Clua Gómez                                                     | Dirección de Organización                                                   |
| –                                                                   | Dirección de Procesos                                                       |
| Área de Gestión Presupuestaria, Empresa Verde y Servicios Generales |                                                                             |
| Teresa Farré Lladó                                                  | Dirección del Área de Gestión Económico-Financiera                          |
| –                                                                   | Dirección del Área de Patrimonio y Desarrollo de Infraestructuras           |
| Mercè Sanz Puigcortina                                              | Dirección de Administración                                                 |
| Lluís Zaragoza Gomila                                               | Dirección de Gestión Presupuestaria                                         |
| Vanessa Suris Javega                                                | Dirección de Reporting                                                      |
| Josep Puigdelloses Vila                                             | Controllers                                                                 |
| Josep Valls Capdevila                                               | Controllers                                                                 |
| Josep Arques Díaz                                                   | Controllers                                                                 |
| Xavier Vives Surroca                                                | Dirección de Infraestructuras y Servicios                                   |
| Josep Anton Hernández Hernández                                     | Dirección de Fluidos y Energías                                             |
| Ana M.ª Faet Embuena                                                | Dirección de Auditoría Interna                                              |
| Iván Delgado Abad                                                   | Dirección de Contratación y Compras                                         |
| Cristina García de Mateo                                            | Dirección de Sostenibilidad                                                 |
| Área de Negocio y Marketing                                         |                                                                             |
| Pio Vernis Minguell                                                 | Dirección del Área de Negocio Audiovisual                                   |
| Eugènia Gaisan González                                             | Dirección de Marketing                                                      |
| Gaietà Dalmases Alonso                                              | Dirección del Área de Negocio Publicitario                                  |
| Cristina Muñoz Clotet                                               | Dirección de Alianzas y Coproducciones                                      |
| Gerardo Hausmann Castellà                                           | Dirección de Nuevo Negocio                                                  |
| M.ª Teresa Guitart Feliubadalo                                      | Dirección de Ventas Internacionales                                         |
| Elisabet García Ribatallada                                         | Dirección Gestión y Explotación de Derechos                                 |
| Eduard Xampró Vila                                                  | Dirección de Estrategia de Promoción                                        |
| Gemma Corominas Giol                                                | Dirección de Marketing de Negocio                                           |
| Raúl David Tidor Olloqui                                            | Dirección Creativa                                                          |
| Ramiro García Manzanares                                            | Dirección de Ventas de Televisión y Digital                                 |
| Eulàlia Guilarte Clavero                                            | Dirección de Acciones Especiales y Estrategias Transmedia                   |
| Neus Comellas Verdaguer                                             | Dirección de Publicidad de Radio                                            |
| Gustavo de Gispert Escofet                                          | Dirección de Operaciones                                                    |
| Estrategia Corporativa y Consejo de Gobierno                        |                                                                             |
| M.ª Vanessa Farré Muñoz                                             | Dirección de la Oficina de Relaciones Institucionales y Transparencia       |
| Roger Rofín Sanglas                                                 | Dirección del Área de Comunicación Corporativa                              |
| Mònica Lablanca García                                              | Dirección del Área de Desarrollo Estratégico                                |
| –                                                                   | Dirección de Comunicación Externa                                           |
| Esther Samper Catalán                                               | Dirección de Comunicación Interna                                           |
| Àlex Marquina Domènech                                              | Dirección de Eventos                                                        |
| Elisabet Ventura Claret                                             | Dirección de Servicio Público, RSC y Libro de Estilo                        |
| –                                                                   | Dirección de Proyectos Estratégicos y Relaciones Internacionales            |
| Ernest Rusinés Gramunt                                              | Dirección de Modelo y Asesoramiento Lingüístico                             |

## Histórico de Consejos de Administración y de Gobierno y de directores generales y presidentes

### Consejos de Administración y de Gobierno
| Consejo de Administración de la CCRTV (16/6/1983-27/6/1984) | Consejo de Administración de la CCRTV (16/6/1983-27/6/1984) | Consejo de Administración de la CCRTV (16/6/1983-27/6/1984) |
| Nombre y apellidos                                          | Cargo                                                       | Propuesto por                                               |
| ----------------------------------------------------------- | ----------------------------------------------------------- | ----------------------------------------------------------- |
| Pere Cuxart Bartolí (10/7/83-1/2/84)                        | Director general                                            | CiU                                                         |
| Josep Caminal Badia (1/2/84-25/6/84)                        | Director general                                            | CiU                                                         |
| Joan Granados Duran (25/6/84-27/6/84)                       | Director general                                            | CiU                                                         |
| Ferran Camps Vallejo                                        | Vocal                                                       | CiU                                                         |
| Miquel Reniu Tresserres                                     | Vocal                                                       | CiU                                                         |
| Joaquim Ferrer Roca                                         | Vocal                                                       | CiU                                                         |
| Albert Pons Valon (14/11/83-27/6/84)                        | Vocal                                                       | CiU                                                         |
| Jordi Daroca Giró                                           | Vocal                                                       | CiU                                                         |
| Immaculada Cardona Martínez                                 | Vocal                                                       | PSC                                                         |
| Pere-Oriol Costa Badia                                      | Vocal                                                       | PSC                                                         |
| Jordi García-Soler                                          | Vocal                                                       | PSC                                                         |
| Joaquim Monells Figa                                        | Vocal                                                       | PSC                                                         |
| Muriel Casals Couturier                                     | Vocal                                                       | PSUC                                                        |
| Francesc Vallverdú Canes                                    | Vocal                                                       | PSUC                                                        |
| Carles Sentís Anfruns                                       | Vocal                                                       | UCD                                                         |
| Joan Sabata Mir (2/3/84-27/6/84)                            | Vocal                                                       | ERC                                                         |

| Consejo de Administración de la CCRTV (27/6/1984-26/10/1988) | Consejo de Administración de la CCRTV (27/6/1984-26/10/1988) | Consejo de Administración de la CCRTV (27/6/1984-26/10/1988) |
| Nombre y apellidos                                           | Cargo                                                        | Propuesto por                                                |
| ------------------------------------------------------------ | ------------------------------------------------------------ | ------------------------------------------------------------ |
| Joan Granados Duran                                          | Director general                                             | CiU                                                          |
| Carles Sentís Anfruns                                        | Vocal                                                        | CiU                                                          |
| Josep Garrell Pubill                                         | Vocal                                                        | CiU                                                          |
| Àngela Miquel Anglarill                                      | Vocal                                                        | CiU                                                          |
| Joan Ignasi Dardet Mas                                       | Vocal                                                        | CiU                                                          |
| Juan Antonio Sáenz Guerrero                                  | Vocal                                                        | CiU                                                          |
| Immaculada Cardona Martínez                                  | Vocal                                                        | PSC                                                          |
| Lluís de Carreras Serra                                      | Vocal                                                        | PSC                                                          |
| Pere-Oriol Costa Badia                                       | Vocal                                                        | PSC                                                          |
| Jordi García-Soler                                           | Vocal                                                        | PSC                                                          |
| Jacint Corderas Borja                                        | Vocal                                                        | ERC                                                          |
| Joan Sabata Mir                                              | Vocal                                                        | ERC                                                          |
| Muriel Casals Couturier                                      | Vocal                                                        | PSUC                                                         |

| Consejo de Administración de la CCRTV (26/10/1988-22/10/1992) | Consejo de Administración de la CCRTV (26/10/1988-22/10/1992) | Consejo de Administración de la CCRTV (26/10/1988-22/10/1992) |
| Nombre y apellidos                                            | Cargo                                                         | Propuesto por                                                 |
| ------------------------------------------------------------- | ------------------------------------------------------------- | ------------------------------------------------------------- |
| Joan Granados Duran                                           | Director general                                              | CiU                                                           |
| Lluís de Carreras Serra                                       | Vocal                                                         | CiU                                                           |
| Alfred Albiol Paps                                            | Vocal                                                         | CiU                                                           |
| Josep Garrell Pubill                                          | Vocal                                                         | CiU                                                           |
| Josep Muntal Julià                                            | Vocal                                                         | CiU                                                           |
| Juan Antonio Sáenz Guerrero                                   | Vocal                                                         | CiU                                                           |
| Carles Vilarrubí Carrió                                       | Vocal                                                         | CiU                                                           |
| Jordi Borràs Moreno                                           | Vocal                                                         | CiU                                                           |
| Jacint Mateu Tàpies (4/6/91-22/10/92)                         | Vocal                                                         | CiU                                                           |
| Immaculada Cardona Martínez                                   | Vocal                                                         | PSC                                                           |
| Pere-Oriol Costa Badia                                        | Vocal                                                         | PSC                                                           |
| Jordi García-Soler                                            | Vocal                                                         | PSC                                                           |
| Jordi Guillot Miravet                                         | Vocal                                                         | ICV                                                           |
| Jesús Prujà Puig                                              | Vocal                                                         | ERC                                                           |

| Consejo de Administración de la CCRTV (22/10/1992-29/11/1994) | Consejo de Administración de la CCRTV (22/10/1992-29/11/1994) | Consejo de Administración de la CCRTV (22/10/1992-29/11/1994) |
| Nombre y apellidos                                            | Cargo                                                         | Propuesto por                                                 |
| ------------------------------------------------------------- | ------------------------------------------------------------- | ------------------------------------------------------------- |
| Joan Granados Duran                                           | Director general                                              | CiU                                                           |
| Lluís de Carreras Serra                                       | Vocal                                                         | CiU                                                           |
| Ramón Goicoechea Utrillo                                      | Vocal                                                         | CiU                                                           |
| Jaume Vilalta González                                        | Vocal                                                         | CiU                                                           |
| Josep Garrell Pubill                                          | Vocal                                                         | CiU                                                           |
| Juan Antonio Sáenz Guerrero                                   | Vocal                                                         | CiU                                                           |
| Antoni Jordà Novas                                            | Vocal                                                         | CiU                                                           |
| Josep Muntal Julià                                            | Vocal                                                         | CiU                                                           |
| Immaculada Cardona Martínez                                   | Vocal                                                         | PSC                                                           |
| Pere-Oriol Costa Badia                                        | Vocal                                                         | PSC                                                           |
| Jordi García-Soler                                            | Vocal                                                         | PSC                                                           |
| Salvador Coromina Romagosa                                    | Vocal                                                         | PSC                                                           |
| Benet Tugues Boliart                                          | Vocal                                                         | ERC                                                           |

| Consejo de Administración de la CCRTV (29/11/1994-9/1/1996) | Consejo de Administración de la CCRTV (29/11/1994-9/1/1996) | Consejo de Administración de la CCRTV (29/11/1994-9/1/1996) |
| Nombre y apellidos                                          | Cargo                                                       | Propuesto por                                               |
| ----------------------------------------------------------- | ----------------------------------------------------------- | ----------------------------------------------------------- |
| Joan Granados Durán                                         | Director general (29/11/94-20/1/95)                         | CiU                                                         |
| Jordi Vilajoana Rovira                                      | Director general (20/1/95-9/1/96)                           | CiU                                                         |
| Ramón Goicoechea Utrillo                                    | Vocal                                                       | CiU                                                         |
| Jaume Vilalta Gonzàlez                                      | Vocal                                                       | CiU                                                         |
| Miquel Reniu Tresserras (9/1/96)                            | Vocal                                                       | CiU                                                         |
| Josep Muntal Julià                                          | Vocal                                                       | CiU                                                         |
| Juan Antonio Sáenz Guerrero                                 | Vocal                                                       | CiU                                                         |
| Lluís de Carreras Serra                                     | Vocal                                                       | CiU                                                         |
| Pere Brossa Xalma                                           | Vocal                                                       | CiU                                                         |
| Immaculada Cardona Martínez                                 | Vocal                                                       | PSC                                                         |
| Pere-Oriol Costa Badia                                      | Vocal                                                       | PSC                                                         |
| Jordi García-Soler                                          | Vocal                                                       | PSC                                                         |
| Salvador Coromina Romagosa                                  | Vocal                                                       | PSC                                                         |
| Ramón María Esteva de Moner                                 | Vocal                                                       | PP-C                                                        |
| Benet Tugues Boliart                                        | Vocal                                                       | ERC                                                         |

| Consejo de Administración de la CCRTV (9/1/1996-17/1/1996) | Consejo de Administración de la CCRTV (9/1/1996-17/1/1996) | Consejo de Administración de la CCRTV (9/1/1996-17/1/1996) |
| Nombre y apellidos                                         | Cargo                                                      | Propuesto por                                              |
| ---------------------------------------------------------- | ---------------------------------------------------------- | ---------------------------------------------------------- |
| Jordi Vilajoana Rovira                                     | Director general                                           | CiU                                                        |
| Lluís de Carreras Serra                                    | Vocal                                                      | CiU                                                        |
| Ramón Goicoechea Utrillo                                   | Vocal                                                      | CiU                                                        |
| Eugeni Jesús Pérez-Moreno Pallarès                         | Vocal                                                      | CiU                                                        |
| Miquel Reniu Tresserres                                    | Vocal                                                      | CiU                                                        |
| Jaume Vilalta Gonzàlez                                     | Vocal                                                      | CiU                                                        |
| Immaculada Cardona Martínez                                | Vocal                                                      | PSC                                                        |
| Pere-Oriol Costa Badia                                     | Vocal                                                      | PSC                                                        |
| Jordi García-Soler                                         | Vocal                                                      | PSC                                                        |
| Ricardo Fernández Deu                                      | Vocal                                                      | PP-C                                                       |
| Armand Querol Gasulla                                      | Vocal                                                      | PP-C                                                       |
| David García d’Enterria Adan                               | Vocal                                                      | ERC                                                        |
| Jordi Sànchez Picanyol                                     | Vocal                                                      | ICV                                                        |

| Consejo de Administración de la CCRTV (17/1/1996-11/2/1998) | Consejo de Administración de la CCRTV (17/1/1996-11/2/1998) | Consejo de Administración de la CCRTV (17/1/1996-11/2/1998) |
| Nombre y apellidos                                          | Cargo                                                       | Propuesto por                                               |
| ----------------------------------------------------------- | ----------------------------------------------------------- | ----------------------------------------------------------- |
| Jordi Vilajoana Rovira                                      | Director general                                            | CiU                                                         |
| Lluís de Carreras Serra                                     | Vocal                                                       | CiU                                                         |
| Ramón Goicoechea Utrillo                                    | Vocal                                                       | CiU                                                         |
| Eugeni Jesús Pérez-Moreno Pallarès                          | Vocal                                                       | CiU                                                         |
| Miquel Reniu Tresserres                                     | Vocal                                                       | CiU                                                         |
| Jaume Vilalta Gonzàlez                                      | Vocal                                                       | CiU                                                         |
| Pere-Oriol Costa Badia                                      | Vocal                                                       | PSC                                                         |
| Lluís Garriga Paituví                                       | Vocal                                                       | PSC                                                         |
| Jordi Menéndez Pablo                                        | Vocal                                                       | PSC                                                         |
| Ricardo Fernández Deu                                       | Vocal                                                       | PP-C                                                        |
| Armand Querol Gasulla                                       | Vocal                                                       | PP-C                                                        |
| David García d’Enterria Adan                                | Vocal                                                       | ERC                                                         |
| Jordi Sànchez Picanyol                                      | Vocal                                                       | ICV                                                         |

| Consejo de Administración de la CCRTV (11/2/1998-11/2/2000) | Consejo de Administración de la CCRTV (11/2/1998-11/2/2000) | Consejo de Administración de la CCRTV (11/2/1998-11/2/2000) |
| Nombre y apellidos                                          | Cargo                                                       | Propuesto por                                               |
| ----------------------------------------------------------- | ----------------------------------------------------------- | ----------------------------------------------------------- |
| Jordi Vilajoana Rovira                                      | Director general (11/2/98-2/12/99)                          | CiU                                                         |
| Lluís Oliva Vázquez de Novoa                                | Director general (2/12/99-11/2/00)                          | CiU                                                         |
| Maria Eugènia Cuenca Valero                                 | Vocal                                                       | CiU                                                         |
| Jaume Vilalta Gonzàlez                                      | Vocal                                                       | CiU                                                         |
| Miquel Reniu Tresserres                                     | Vocal                                                       | CiU                                                         |
| Ramón Goicoechea Utrillo                                    | Vocal                                                       | CiU                                                         |
| Eugeni Jesús Pérez-Moreno Pallarès                          | Vocal                                                       | CiU                                                         |
| Lluís Garriga Paituví                                       | Vocal                                                       | PSC                                                         |
| Jordi Menéndez Pablo                                        | Vocal                                                       | PSC                                                         |
| Josep Maria Triginer Fernández                              | Vocal                                                       | PSC                                                         |
| Ricardo Fernández Deu                                       | Vocal                                                       | PP-C                                                        |
| Armand Querol Gasulla                                       | Vocal                                                       | PP-C                                                        |
| David García d’Enterria Adan                                | Vocal                                                       | ERC                                                         |
| Jordi Sànchez Picanyol                                      | Vocal                                                       | ICV                                                         |

| Consejo de Administración de la CCRTV (11/2/2000-24/2/2004) | Consejo de Administración de la CCRTV (11/2/2000-24/2/2004) | Consejo de Administración de la CCRTV (11/2/2000-24/2/2004) |
| Nombre y apellidos                                          | Cargo                                                       | Propuesto por                                               |
| ----------------------------------------------------------- | ----------------------------------------------------------- | ----------------------------------------------------------- |
| Lluís Oliva Vázquez de Novoa                                | Director general en funciones (11/2/00-22/2/00)             | CiU                                                         |
| Miquel Puig Raposo                                          | Director general (22/2/00-6/4/02)                           | CiU                                                         |
| Vicenç Villatoro Lamolla                                    | Director general (6/4/02-20/1/04)                           | CiU                                                         |
| Joan Majó Cruzate                                           | Director general (20/1/04-24/2/04)                          | PSC-CpC                                                     |
| Xavier Folch Recasens                                       | Vocal                                                       | PSC-CpC                                                     |
| Juan José López Burniol                                     | Vocal                                                       | PSC-CpC                                                     |
| Jordi Menéndez Pablo                                        | Vocal                                                       | PSC-CpC                                                     |
| Mercè Sala Schnorkowski                                     | Vocal                                                       | PSC-CpC                                                     |
| Jaume Pagès Fita                                            | Vocal                                                       | CiU                                                         |
| Eugeni Jesús Pérez-Moreno Pallarès                          | Vocal                                                       | CiU                                                         |
| Miquel Reniu Tresserres                                     | Vocal                                                       | CiU                                                         |
| Imma Tubella Casadevall                                     | Vocal                                                       | CiU                                                         |
| Jaume Vilalta Gonzàlez                                      | Vocal                                                       | CiU                                                         |
| Joan Manuel Tresserras Gaju                                 | Vocal                                                       | ERC                                                         |
| Armand Querol Gasulla                                       | Vocal                                                       | PP-C                                                        |
| Jordi Sànchez Picanyol                                      | Vocal                                                       | ICV                                                         |

| Consejo de Administración de la CCRTV (24/2/2004-21/1/2008) | Consejo de Administración de la CCRTV (24/2/2004-21/1/2008) | Consejo de Administración de la CCRTV (24/2/2004-21/1/2008) |
| Nombre y apellidos                                          | Cargo                                                       | Propuesto por                                               |
| ----------------------------------------------------------- | ----------------------------------------------------------- | ----------------------------------------------------------- |
| Joan Majó Cruzate                                           | Director general                                            | PSC-CpC                                                     |
| Enric Canals Cussó                                          | Vocal                                                       | CiU                                                         |
| Joan Francesc Cànovas Tomàs                                 | Vocal                                                       | CiU                                                         |
| Marc Puig Guàrdia                                           | Vocal                                                       | CiU                                                         |
| Miquel Reniu Tresserres                                     | Vocal                                                       | CiU                                                         |
| Josep Maria Vila d'Abadal Serra                             | Vocal                                                       | CiU                                                         |
| Jordi Menéndez Pablo (24/2/04-7/05)                         | Vocal                                                       | PSC-CpC                                                     |
| Antoni Poveda Zapata                                        | Vocal                                                       | PSC-CpC                                                     |
| Montserrat Nebot Roig (13/7/04-21/1/08)                     | Vocal                                                       | PSC-CpC                                                     |
| Àngela Vinent i Besalduch (27/10/05-21/1/08)                | Vocal                                                       | PSC-CpC                                                     |
| Juan José López Burniol (24/2/04-1/6/04)                    | Vocal                                                       | PSC-CpC                                                     |
| Daniel Condeminas Tejel                                     | Vocal                                                       | ERC                                                         |
| Joan-Josep Esteller Sancho                                  | Vocal                                                       | ERC                                                         |
| Enric Marín Otto (24/2/04-11/6/04)                          | Vocal                                                       | ERC                                                         |
| Núria Tió Rotllan (13/7/04-21/1/08)                         | Vocal                                                       | ERC                                                         |
| Armand Querol Gasulla                                       | Vocal                                                       | PP-C                                                        |

| Consejo de Gobierno de la CCMA (21/1/2008-30/3/2012) | Consejo de Gobierno de la CCMA (21/1/2008-30/3/2012) | Consejo de Gobierno de la CCMA (21/1/2008-30/3/2012) |
| Nombre y apellidos                                   | Cargo                                                | Propuesto por                                        |
| ---------------------------------------------------- | ---------------------------------------------------- | ---------------------------------------------------- |
| Albert Sáez Casas (21/1/2008-15/4/10)                | Presidente                                           | ERC                                                  |
| Enric Marín Otto (15/4/10-30/3/12)                   | Presidente                                           | ERC                                                  |
| Anna Balletbò Puig                                   | Vocal                                                | PSC-CpC                                              |
| Joan Manuel del Pozo Álvarez                         | Vocal                                                | PSC-CpC                                              |
| Xavier Guitart Domènech                              | Vocal                                                | PSC-CpC                                              |
| Àngela Vinent i Besalduch                            | Vocal                                                | PSC-CpC                                              |
| Eduard Berraondo Cavallé                             | Vocal                                                | CiU                                                  |
| Brauli Duart Llinares                                | Vocal                                                | CiU                                                  |
| Núria Llorach Boladeras                              | Vocal                                                | CiU                                                  |
| Roger Loppacher Crehuet                              | Vocal                                                | CiU                                                  |
| Marc Puig Guardia                                    | Vocal                                                | CiU                                                  |
| Armand Querol i Gasulla                              | Vocal                                                | PP-C                                                 |
| Josep Viñeta Balsells                                | Vocal                                                | ICV                                                  |

| Consejo de Gobierno de la CCMA (30/3/2012-15/3/2022) | Consejo de Gobierno de la CCMA (30/3/2012-15/3/2022) | Consejo de Gobierno de la CCMA (30/3/2012-15/3/2022) |
| Nombre y apellidos                                   | Cargo | Propuesto por                                        |
| ---------------------------------------------------- | --- | ---------------------------------------------------- |
| Brauli Duart Llinares                                | Presidente (29/3/12-11/4/16) Presidente en funciones (17/1/18-5/6/18)                                                                                            | JxCat                                                |
| Núria Llorach Boladeras                              | Vicepresidenta (30/3/12-11/4/16) Presidenta en funciones (11/4/16-17/1/18) Vicepresidenta en funciones (17/1/18-5/6/18) Presidenta en funciones (5/6/18-15/3/22) | JxCat                                                |
| Antoni Peman Vicastillo                              | Vocal | JxCat                                                |
| Xavier Guitart Domènech (30/3/12-9/13)               | Vocal | PSC                                                  |
| Josep Vilar Grèbol (30/3/12-17/12/18)                | Vocal | PSC                                                  |
| Armand Querol Gasulla                                | Vocal | PP-C                                                 |
| Rita Marzoa Fonts (27/7/15-15/3/22)                  | Consejera secretaria | ERC                                                  |

### Directores generales y presidentes
| Dirección General Presidencia                                                     | Inicio                                                                            | Final                                                                             |
| Directores generales de la Corporación Catalana de Radio y Televisión (1983-2012) | Directores generales de la Corporación Catalana de Radio y Televisión (1983-2012) | Directores generales de la Corporación Catalana de Radio y Televisión (1983-2012) |
| --------------------------------------------------------------------------------- | --------------------------------------------------------------------------------- | --------------------------------------------------------------------------------- |
| Pere Cuxart i Bartolí                                                             | 10 de julio de 1983                                                               | 1 de febrero de 1984                                                              |
| Josep Caminal i Bahía                                                             | 1 de febrero de 1984                                                              | 25 de junio de 1984                                                               |
| Joan Granados i Durán                                                             | 25 de junio de 1984                                                               | 20 de enero de 1995                                                               |
| Jordi Vilajoana i Rovira                                                          | 20 de enero de 1995                                                               | 2 de diciembre de 1999                                                            |
| Lluís Oliva Vázquez de Novoa (en funciones)                                       | 2 de diciembre de 1999                                                            | 22 de febrero de 2000                                                             |
| Miquel Puig i Raposo                                                              | 22 de febrero de 2000                                                             | 6 de abril de 2002                                                                |
| Vicenç Villatoro i Lamolla                                                        | 6 de abril de 2002                                                                | 20 de enero de 2004                                                               |
| Joan Majó i Cruzate                                                               | 20 de enero de 2004                                                               | 29 de febrero de 2008                                                             |
| Rosa Cullell i Muniesa                                                            | 25 de abril de 2008                                                               | 6 de septiembre de 2010                                                           |
| Ramón Mateu Llevadot                                                              | 6 de septiembre de 2010                                                           | 29 de marzo de 2012                                                               |
| Presidentes de la Corporación Catalana de Medios Audiovisuales (2008-presente)    |                                                                                   |                                                                                   |
| Albert Sáez i Casas                                                               | 29 de febrero de 2008                                                             | 31 de marzo de 2010                                                               |
| Enric Marín i Otto                                                                | 31 de marzo de 2010                                                               | 29 de marzo de 2012                                                               |
| Brauli Duart i Llinares                                                           | 29 de marzo de 2012                                                               | 11 de abril de 2016                                                               |
| Núria Llorach i Boladeras (en funciones)                                          | 11 de abril de 2016                                                               | 17 de enero de 2018                                                               |
| Brauli Duart i Llinares (en funciones)                                            | 17 de enero de 2018                                                               | 5 de junio de 2018                                                                |
| Núria Llorach i Boladeras (en funciones)                                          | 5 de junio de 2018                                                                | 9 de marzo de 2022                                                                |
| Rosa Romà i Monfà                                                                 | 9 de marzo de 2022                                                                | presente                                                                          |

- Fuente: Histórico de directores generales y presidentes de la CCMA.[7]
  - Desde 1983 a 2008 la máxima responsabilidad recayó en la dirección general de la Corporación Catalana de Radio y Televisión.
  - Desde 2008 a 2012 convivieron la dirección general con la presidencia de la Corporación Catalana de Medios Audiovisuales.
  - Desde 2012 la máxima responsabilidad recae exclusivamente en la presidencia de la Corporación Catalana de Medios Audiovisuales.

## Presupuesto
El presupuesto de la Corporación Catalana de Medios Audiovisuales (CCMA) para 2023 es de 386.237.717 € y ha sido criticado en diversas ocasiones el elevado coste de TV3.